# 朱发忠
朱发忠（1948年—），甘肃靖远人，中国人民解放军中将，中国人民解放军总装备部副部长。
1969年，朱发忠加入中国人民解放军，之后担任训练基地试验部喀什站政治处放映员、干训大队训练处基础理论组见习教员、试验训练基地指挥控制站外弹道处理室雷测组组长、技术部六室副主任、工程师、副处长、控制站站长、发射测试站站长、基地机动雷达测量部主任、太原衛星發射中心副参谋长、参谋长、司令员。1999年晋升为少将。2002年1月，担任中国人民解放军总装备部副部长，2003年7月晋升为中将军衔。2011年宣布退役。